# 카를로비바리구

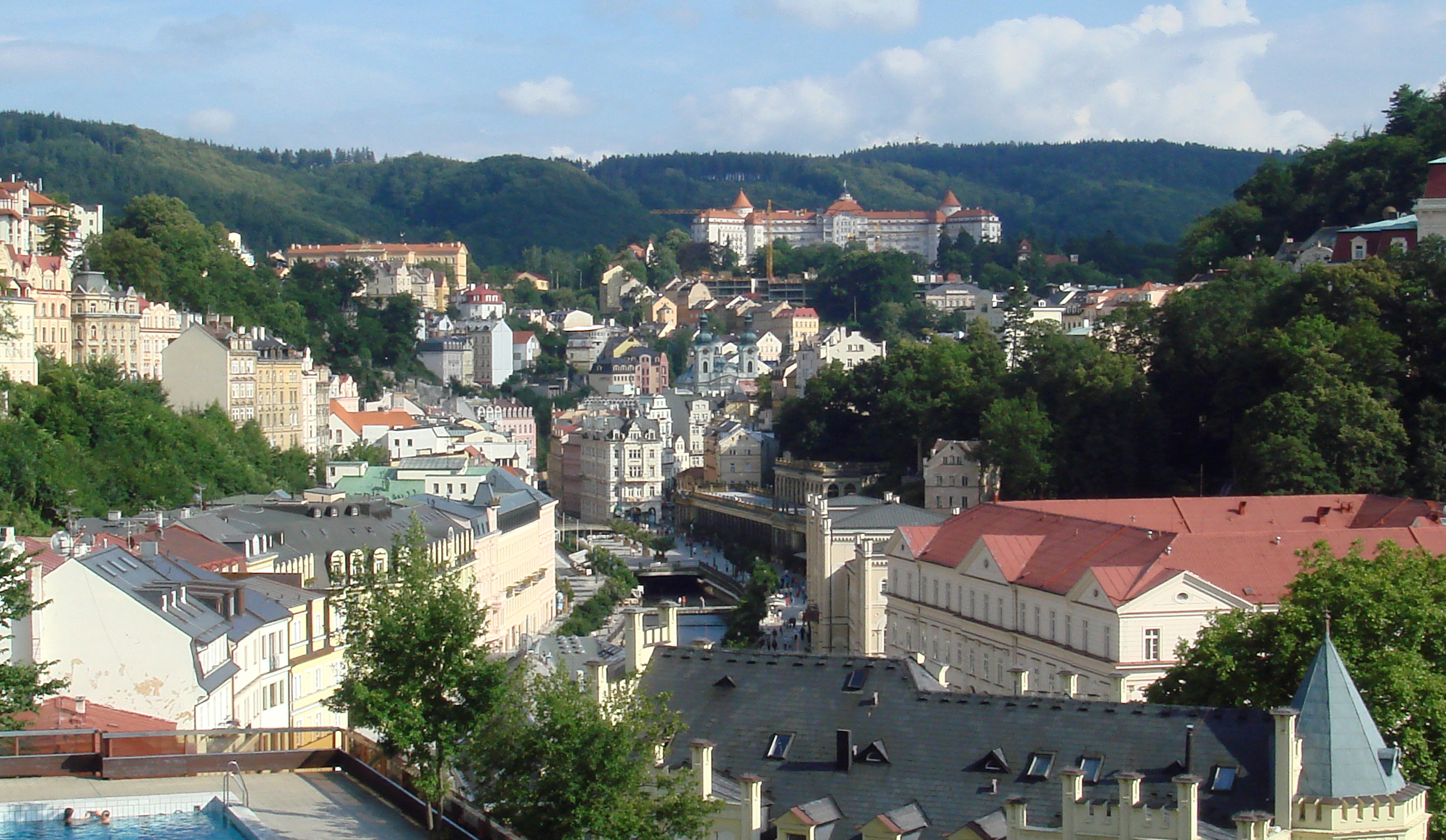
카를로비바리구의 행정 중심지인 카를로비바리

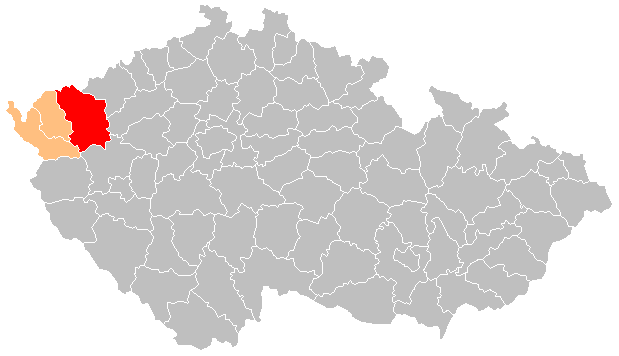
카를로비바리구의 위치

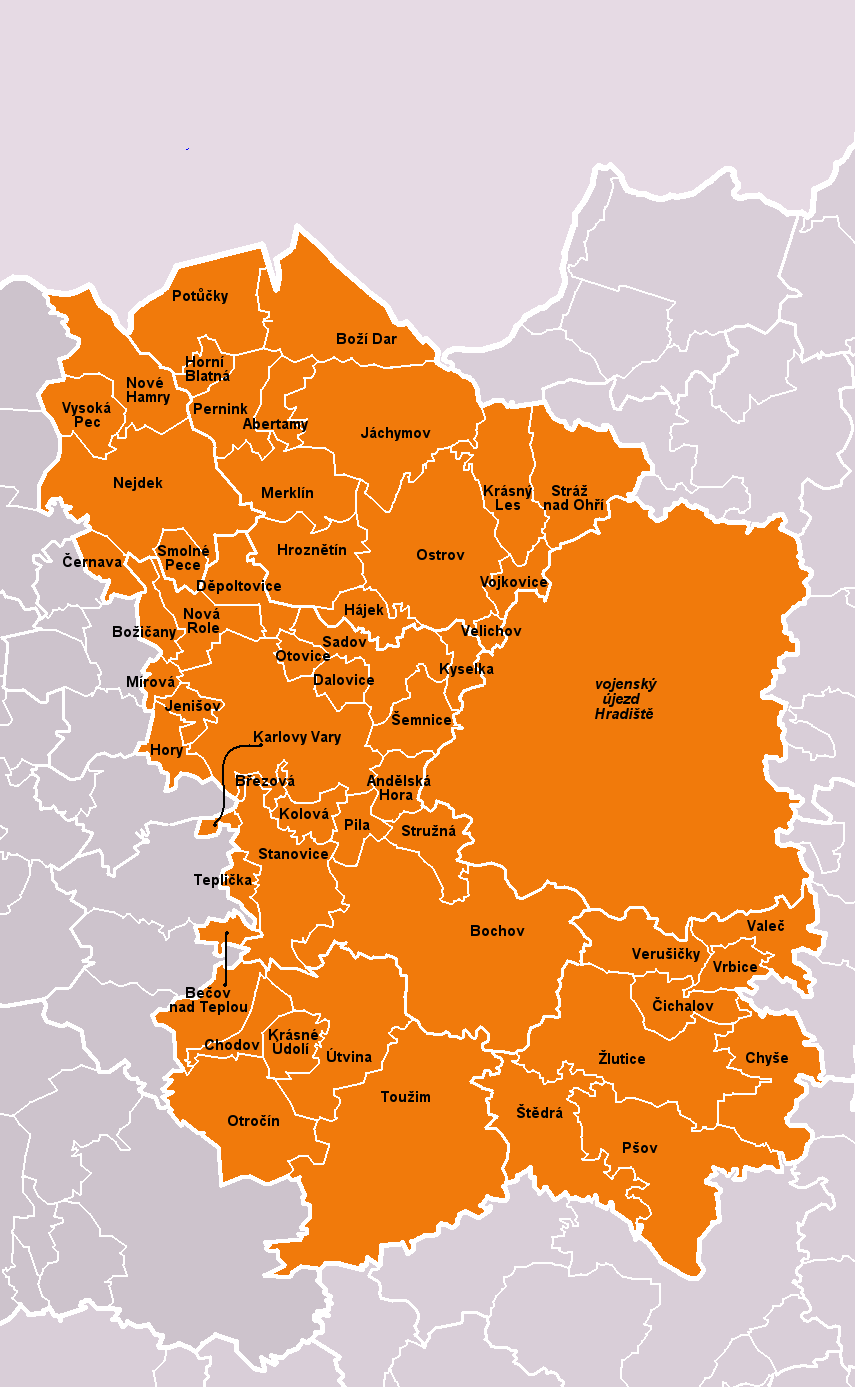
카를로비바리구가 관할하는 지방 자치체

카를로비바리구(체코어: Okres Karlovy Vary)는 체코 카를로비바리주를 구성하는 3개 구 가운데 하나로 행정 중심지는 카를로비바리이며 면적은 1,514.95km2, 인구는 115,014명(2019년 1월 1일 기준), 인구 밀도는 76명/km2이다.
카를로비바리주 동부에 위치하며 55개 지방 자치체(15개 시, 40개 마을)를 관할한다. 카를로비바리주 헤프구, 소콜로프구, 플젠주 타호프구, 북플젠구, 우스티주 호무토프구, 로우니구와 접하고 있고 북서쪽으로는 독일과 국경을 접한다.
면적의 5분의 1 가량이 흐라디슈테 군사지구(Vojenský újezd Hradiště)로 설정되어 있으며 민간인의 출입이 제한된다. 체코의 4개 군사지구 중 가장 면적이 넓은 이 지구는 1953년 수립되었으며 이로 인해 많은 마을이 철거되었다.